# 청상어 어뢰
청상어(K-745)는 미국의 MK-44 경어뢰를 미국 하니웰 사와 공동으로 한국형 경어뢰(K-744)를 개발 양산한 경험을 바탕으로 대한민국 국방과학연구소(ADD)가 주관하고 LIG넥스원이 참여하여 순수 독자기술로 10여 년에 걸쳐 개발한 경어뢰로 2005년부터 실전 배치됐다. 미국, 영국, 독일, 프랑스, 이탈리아, 중국, 일본 다음으로 개발에 성공하였다.
청상어(K-745)는 경어뢰의 별명으로 상어 중 가장 빠르며 수영하는 사람이나 작은 배를 공격하는 식인상어의 대표종이다.
청상어(K-745)는 직접 음파를 쏘아 목표물을 탐지하는 지향성 표적탐지 소나(SONAR)에 의해 정확한 유도제어가 가능하며, 이중선체 잠수함을 단 한발로 타격 파괴하는 탄두체와 은밀한 추진체인 저소음 펌프제트 등으로 구성되어 있다.  훈련용으로 운용할 수 있도록 훈련연습탄두부로 교체시는 발사부터 주행 종료까지의 모든 정보를 저장하고 주행 종료 후 수면으로 부상해 부상 위치를 알려준다.
초계함급 이상함정, 해상 초계기(P-3C) 등에서 운용가능하다. 특히 청상어는 대한민국 해군이 1차로 2016년 도입한 8대의 해상작전헬기인 영국 아구스타웨스트랜드사의 AW-159, 와일드 캣에 체계 통합 장착 운용되는 어뢰이다.

## 성능
청상어는 철판 1.5m 두께를 파괴할 수 있으며, 직경 12.75인치, 길이 2.7m, 중량 280㎏, 최대사거리 약 9km, 시속 45노트로 타국에서 개발한 경어뢰와 비교 시 속도와 항주거리, 작전수심 등 모든 성능이 훨씬 우수하면서도 가격 또한 해외 50%수 준인 1발당 약10억 원 정도로 경쟁력이 우수하다.

## 해외 수출
- 도입국가 / 필리핀 :  해상작전헬기로 대한민국이 도입한 기종인 와일드 캣을 필리핀도 2대를 구매하기로  아구스타웨스트랜드사와  2016년 3월 말 계약 함에 따라  와일드 캣과 체계 통합된 청상어도 함께 구매하게 된다. 수출 규모는 청상어 전투탄 4발과 훈련탄 8발로 1차 70억원 정도이다.  향후 어뢰 유지보수와 추가구매 수요가 있기 때문에 LIG 넥스원은 이번 수출액의 2배 이상을 필리핀에서 벌어들일 것으로 전망하고 있다.[2]

## 사건
2012년 6월 27일에 훈련중이던 대한민국 해군의 호위함 FF961 청주함에서 원인 미상의 청상어 오발사고가 발사하였다. 발사관에서 사출되어 바다에 빠진 어뢰는 초기표적정보등이 입력되지 않아서 신관이 활성화되지 않고 해저로 가라 앉았다.

## 참고 문헌
1. ↑  한국 첫 경어뢰 ‘청상어’ 탄생비화…KBS1 ‘신화창조의 비밀’서 개발과정 소개 파이낸셜뉴스. 2005-07-14.
2. ↑  http://news.sbs.co.kr/news/endPage.do?news_id=N1003511082&plink=ORI&cooper=DAUM 국산 어뢰, '와일드캣' 타고 첫 수출된다 2016-04-16
3. ↑  해군 훈련 중 청상어 어뢰 오발 사고[깨진 링크(과거 내용 찾기)] 연합뉴스. 2012-06-27.

## 같이 보기
- 백상어(K-744)
- 홍상어
- 범상어 어뢰/(흑상어 어뢰)